# 생방송 ubc 투데이
《생방송 ubc 투데이》는 ubc TV에서 매주 평일에 방송했던 교양 프로그램이었다.

## 진행자
- 김명미 ubc 아나운서
- 김상명 ubc 아나운서

## 경쟁 프로그램
- 생생투데이 사람과 세상 (KBS 울산 1TV)
- 울트라 (울산MBC TV)